# Homalomena undulatifolia
Homalomena undulatifolia là một loài thực vật có hoa trong họ Ráy (Araceae). Loài này được Ridl. mô tả khoa học đầu tiên năm 1911.